# Negrești
Negrești ist eine Kleinstadt im Kreis Vaslui in der Region Moldau in Rumänien.

## Geographische Lage
Negrești liegt im Zentralen Moldau-Plateau (Podișul Central Moldovenesc) am Fluss Bârlad. Die Kreishauptstadt Vaslui befindet sich etwa 30 km südöstlich.

## Geschichte
Negrești wurde 1590 erstmals urkundlich erwähnt. 1845 wurde in dem ländlich geprägten Ort das Abhalten von Märkten erwähnt. In der Folge entwickelte sich Negrești zu einem lokalen Zentrum des Handels und des Handwerks. Am 1. August 1968 wurde der Ort zur Stadt erklärt. Die wichtigsten Erwerbszweige sind die Landwirtschaft, die Holz- und Lebensmittelverarbeitung sowie die Textil- und die Bauindustrie.

## Bevölkerung
1930 lebten auf dem Gebiet der heutigen Stadt knapp 5000 Personen, von denen je etwa 500 Juden und Roma, die übrigen Rumänen waren. Bei der Volkszählung 2002 wohnten in Negrești 9854 Personen, darunter 9789 Rumänen und 52 Roma.

## Verkehr
Negrești liegt an der Bahnstrecke von Buhăiești nach Roman. In beide Richtungen verkehren derzeit (2009) allerdings nur je zwei Nahverkehrszüge täglich. Es bestehen Busverbindungen nach Vaslui und nach Iași. Durch die Stadt führt die Nationalstraße 15D von Piatra Neamț nach Vaslui.

## Sehenswürdigkeiten
- Stausee Căzănești
- Holzkirche Sfântu Nicolae (1818) im Ortsteil Căzănești

## Persönlichkeiten
- Maria Pădurariu (* 1970), ist eine ehemalige Ruderin.
- Mircea-Sergiu Lupu (* 1962), ist ein Schachspieler.